# 道の駅邑南の里
道の駅邑南の里（みちのえき おおなんのさと）は、島根県邑智郡邑南町下田所にある国道261号の道の駅である。

## 概要
開設から20年以上が経過した道の駅瑞穂に代わって同施設のやや南側に再整備された施設で、2025年（令和7年）8月4日にオープンした。
島根県土木部と邑南町が連携して整備した施設で、休憩施設等（トイレ、情報施設等）の整備を島根県土木部が担当し、地域振興施設等（産直市等）の整備を邑南町が担当している。指定管理予定者として産直市みずほ企業組合が選定されている。また、施設内の総合観光案内所は邑南町観光協会が担当することとなった。
道の駅の名称は2023年（令和5年）に実施した公募（応募総数850件、応募（案）数482件）により「邑南の里」となった。また、2024年（令和6年）には道の駅邑南の里のロゴデザインが決定した。
延べ床面積は2,035 m2で、産直市は従来の4倍の規模となる。駐車場の一部は、雪を溶かし、凍結を防止するため地中に放熱体を埋設したロードヒーティングとしている。
工期は大雪の影響や資材の不足により91日ほど延びて2025年（令和7年）6月末の完成となり、同年8月4日にオープンすることになった。

## アクセス
- 国道261号 - 登録路線

## 周辺
- 瑞穂ハイランド